# Huanansaurus
Huanansaurus („ještěr z Huananu“) byl rod vývojově vyspělého teropodního dinosaura z čeledi Oviraptoridae. Žil v období pozdní svrchní křídy (asi před 67 až 66 miliony let) na území dnešní jižní Číny (provincie Ťiang-si).

## Objev a popis
Zkameněliny tohoto teropoda byly objeveny náhodou při stavbě železniční stanice a dinosaurus byl formálně popsán mezinárodním týmem paleontologů (včetně Slováka Martina Kundráta) roku 2015. Fosilie byly objeveny v sedimentech souvrství Nan-siung, jde o neúplnou kostru s katalogovým označením HGM41HIII-0443 (holotyp). Dinosaurus byl zřejmě opeřený, dokázal relativně rychle běhat a obýval současnou jižní Čínu v době před asi 72 miliony let. Při délce kolem 2,5 metru dosahoval tento teropod hmotnosti asi 75 kilogramů.

## Příbuzenství
Mezi jeho nejbližší příbuzné patřil podle fylogenetické analýzy mongolský rod Citipati a zejména pak rod Corythoraptor, popsaný roku 2017.